# 天主教托莱多总教区
天主教托萊多總教區（拉丁語：Archidioecesis Toletana）是天主教會在西班牙設立的一個總教區，主教座堂設在托萊多的托萊多聖母主教座堂。

## 歷史

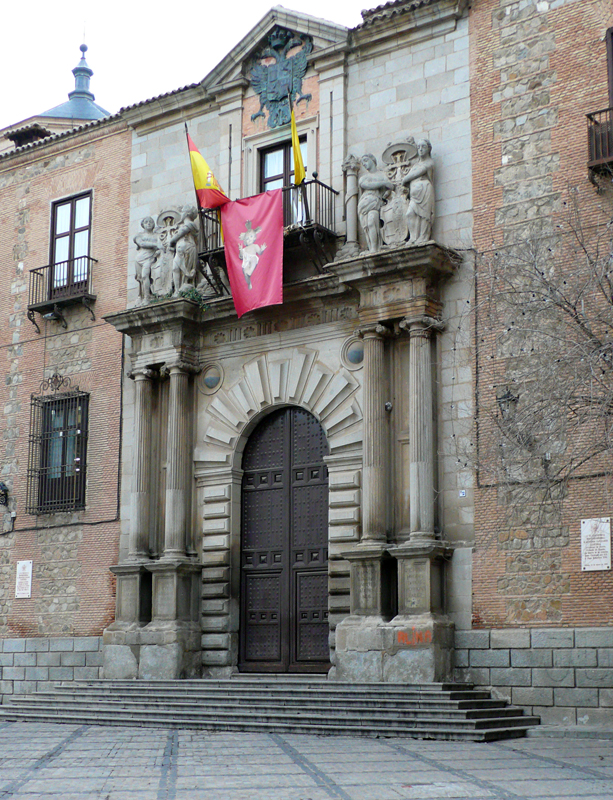
托萊多總主教府

根據教會傳統，該教區於1世紀由聖雅各創立。教區在《米蘭敕令》於313年頒布後升格為總教區。此總教區的總主教被尊為西班牙首席主教。

## 現況
2011年，總教區在當地729,200人口中有教友638,500人（佔轄區總人口87.6%）、270個堂區、465名司鐸、81名修士和877名修女。現任總主教為方濟各·塞羅-查韋斯，榮休總主教為方濟各·阿爾瓦雷斯·馬丁內斯樞機和鮑利奧·羅德里格斯-普拉薩，榮休輔理主教為加爾默羅·博羅比亞-伊薩薩。

## 附屬教區
- 天主教阿爾瓦塞特教區
- 天主教雷阿爾城教區
- 天主教昆卡教區
- 天主教錫古恩薩-瓜達拉哈拉教區